# Edificio Ermita
El Edificio Ermita está ubicado en el cruce de las avenidas Jalisco y Revolución, en Tacubaya, Ciudad de México. Es una de las obras más influyentes de la arquitectura mexicana de la primera mitad del siglo XX, debido a que desde el punto de vista urbanístico, es el primer desarrollo de vivienda vertical, lo que abrió las puertas al desarrollo de esta tipología en la Ciudad de México. Varios detalles del Edificio Ermita como la vidriera del techo, fueron diseñadas por el muralista y pintor mexicano Diego Rivera. 
Diseñado y construido entre 1927 y 1933 por el arquitecto Juan Segura Gutiérrez, donde unió y modificó radicalmente diversos conceptos urbanísticos bajo el estilo Art Decó, forma parte del patrimonio arquitectónico de México, y tiene un valor simbólico dentro de los lugares de la memoria del exilio español en México.
Este edificio se convirtió en un referente del exilio republicano español en México, puesto que fue vivienda de un gran número de familias exiliadas, y se erigió como uno de los puntos de encuentro y reunión más destacado. Esto fue así debido a que eran pequeños departamentos amueblados, que cumplían los requisitos de vivienda transitoria o temporal, pues las familias de exiliados consideraban y esperaban regresar a sus lugares de origen en España.

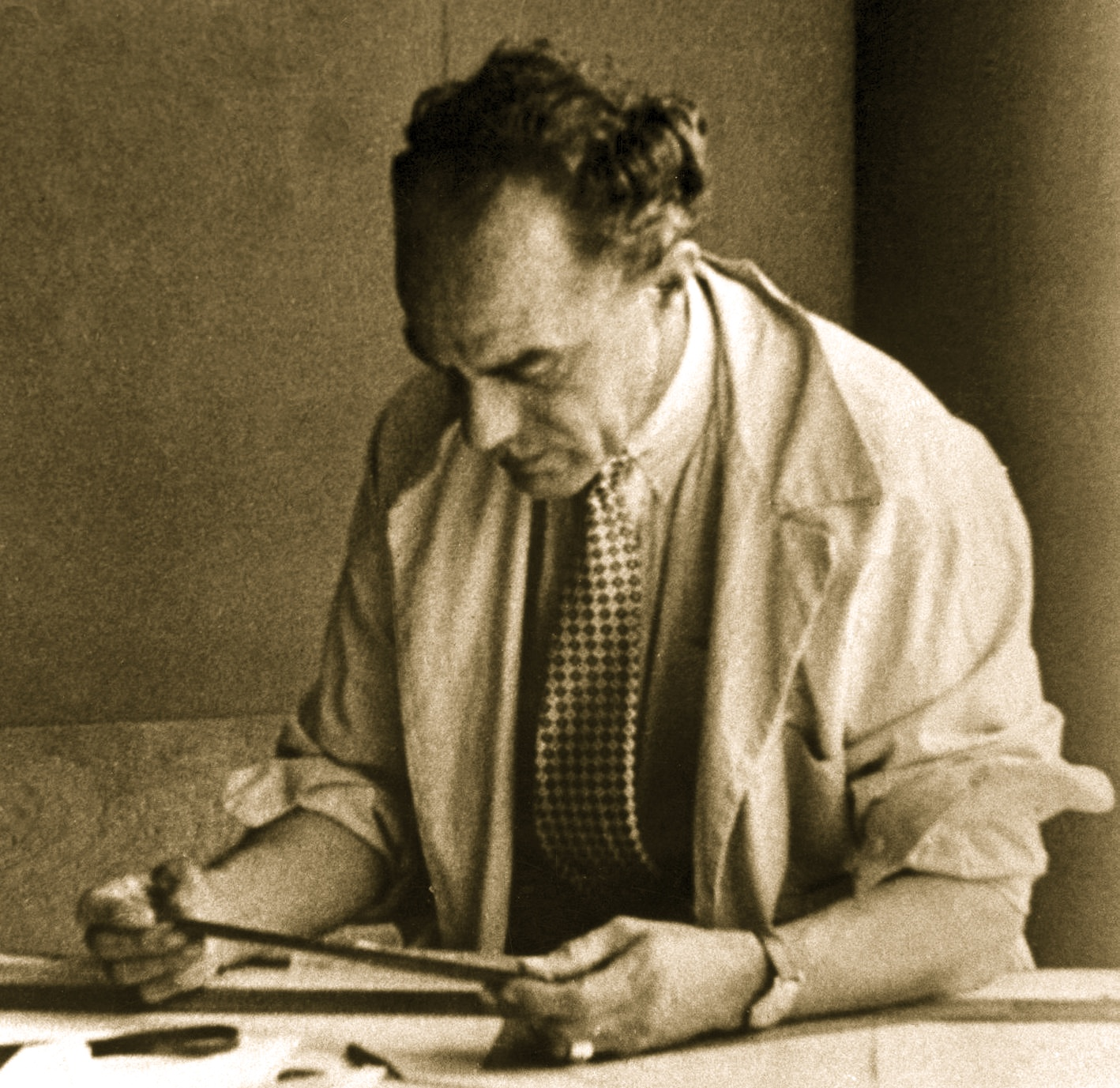
El arquitecto mexicano Juan Segura Gutiérrez (1898-1989)

## Retrospectiva y actualidad
El Edificio Ermita se construyó donde anteriormente se ubicaba la Quinta de Tacubaya, conocida como el 'triángulo de Tacubaya', hogar del matrimonio Mier y Pesado, con el propósito de generar ingresos a partir de la renta de viviendas, con los que se apoyarían las obras altruistas de la Fundación Mier y Pesado. Con el paso del tiempo, el Edificio Ermita se ha convertido en un referente arquitectónico y popular de la Ciudad de México, debido a su ubicación en uno de los cruces más importantes de la ciudad y la emblemática publicidad en la punta del edificio.
El domicilio postal donde se ubicaba la Quinta de Tacubaya era Calle Real número 95. El predio era un terreno irregular cuyo vértice norte estaba frente a la llamada Ermita del Calvario; el lado poniente correspondía a la calle Real (después Juárez, hoy avenida Jalisco) y el oriente a la calle Ermita o del Calvario (hoy, avenida Revolución); al sur llegaba casi hasta la calle de la Doctora (que conserva el nombre) y al jardín conocido como Alameda de Tacubaya. El predio tenía una forma casi triangular, aunque en el vértice suroeste había un sector que no formaba parte de la propiedad. El límite sur estaba en la calle 2 de Abril (hoy José Martí).
Este icono de la arquitectura mexicana es propiedad actualmente de la Fundación Mier y Pesado, Institución de Asistencia Privada (IAP), obra de asistencia social creada por encargo de Doña Isabel Pesado de Mier en memoria de su difunto esposo y del único hijo de la pareja. La Fundación Mier y Pesado IAP está afiliada a la Junta de Asistencia Privada de la Ciudad de México y es asociada del Centro Mexicano para la Filantropía, con el objeto de garantizar el cumplimiento de la Ley de Instituciones de Asistencia Privada, conservar la transparencia institucional y preservar la voluntad fundacional a lo largo de toda su vida.
Actualmente, la Fundación tiene cuatro centros de asistencia: el Instituto Mier y Pesado para niñas, una escuela mixta y dos residencias para adultos mayores, una en Tacubaya y la otra en Orizaba, Veracruz. Las cuatro instituciones son el objetivo asistencial de la Fundación Mier y Pesado, dueña de algunos inmuebles que le ayudan al sostenimiento de sus obras, entre ellas el Edificio Ermita.
Desde su planeación, la obra se concibió como una obra de vanguardia capaz de albergar comercios, un cine (que, con el tiempo, se convertiría en el Teatro Hipódromo Condesa) y un conjunto de departamentos de diferentes dimensiones. El Edificio Ermita fue el primer edificio de usos mixtos de modernidad en México, en el que se mezclaron las funciones de cine, comercios en planta baja y 66 departamentos con recibidor, recámara, cocina y un baño con tina, en tan solo 35 metros cuadrados.

## Inquilinos
Entre las familias y celebridades que han habitado el Edificio Ermita, se encuentran las siguientes: 
- Rafael Alberti
- Manuel Altolaguirre
- Juan López Durá
- Langston Hughes (1935)
- María de la Caridad Martín Fernández
- Carlos Ordóñez García
- Maldita Vecindad y los Hijos del Quinto Patio[6]
- Carlos Hauptvogel
- Jessy Bulbo
- Ana Torroja
- Ramón Mercader
- Fernando Yacamán
- Loty de la Granja
- Familia Gardos Velo